# Thyasira perplicata
Thyasira perplicata is een tweekleppigensoort uit de familie van de Thyasiridae. De wetenschappelijke naam van de soort is voor het eerst geldig gepubliceerd in 1996 door Salas.